# NMR-spektrometer

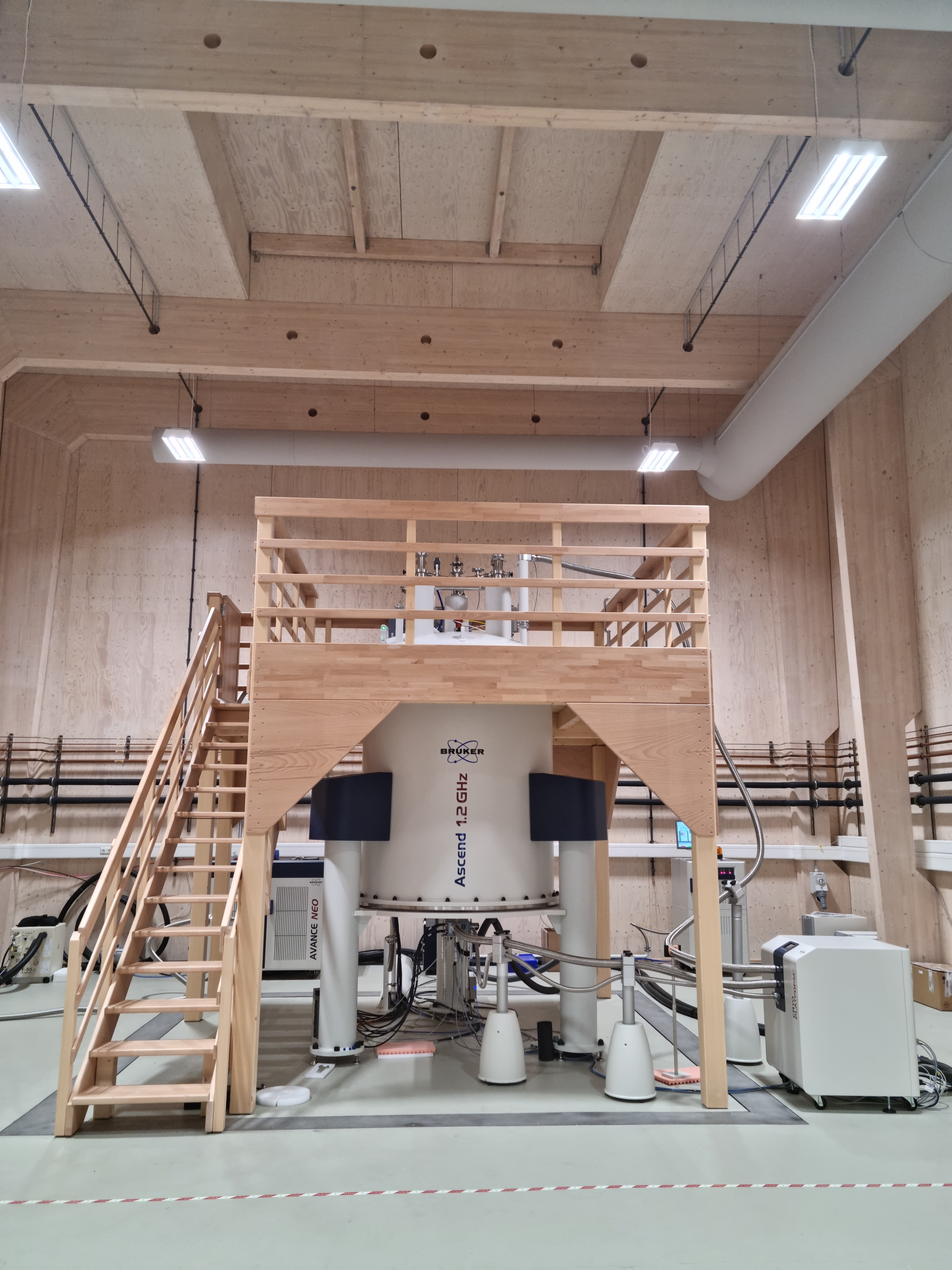
1,2 GHz NMR-magnet i Forschungszentrum Jülich i Tyskland, med kompressor och konsol i bakgrunden och en kryoplattform till höger om den. I förgrunden syns 5-Gausslinjen.

NMR-spektrometer (efter engelska Nuclear Magnetic Resonance) är ett instrument som kan mäta den kärnmagnetiska resonansens elektromagnetiska vågor i molekyler och få fram ett spektrum som kan analyseras av användarna. Utifrån spektrumet kan man sedan få fram molekylernas exakta struktur. Instrumenten används bland annat inom forskning på universitet och vid läkemedelsforskning.
Instrumentet är uppbyggt av flera moduler, men grunden består i princip av en kraftig magnet, en radiosändare, radiomottagare och en analysdator där man får fram spektrumet och styr instrumentet.

## Princip
För att få ett spektrum på sitt prov med hjälp av kärnmagnetisk resonans måste man placera det i ett starkt magnetfält och sedan utsätta det för radiofrekvenspulser (Elektromagnetiska vågor). Detta gör att de atomkärnor i provet som är magnetiska exciteras, och när de återgår till sitt ursprungsläge avger de i sin tur elektromagnetiska vågor som mottagaren fångar upp. Det är dessa som sedan visas i ett spektrum.

## Uppbyggnad
Instrumentet består av tre huvudkomponenter, och sedan kan man ha diverse tillbehör för att få bättre signal och lättare användning av instrumentet. Dessa är en supraledande elektromagnet, en prob för att sända och ta emot radiofrekvenspulser från provet samt en konsol (den centrala kontrollenheten). Dessutom har man en dator med styr- och analysprogram.

### Supraledande magnet

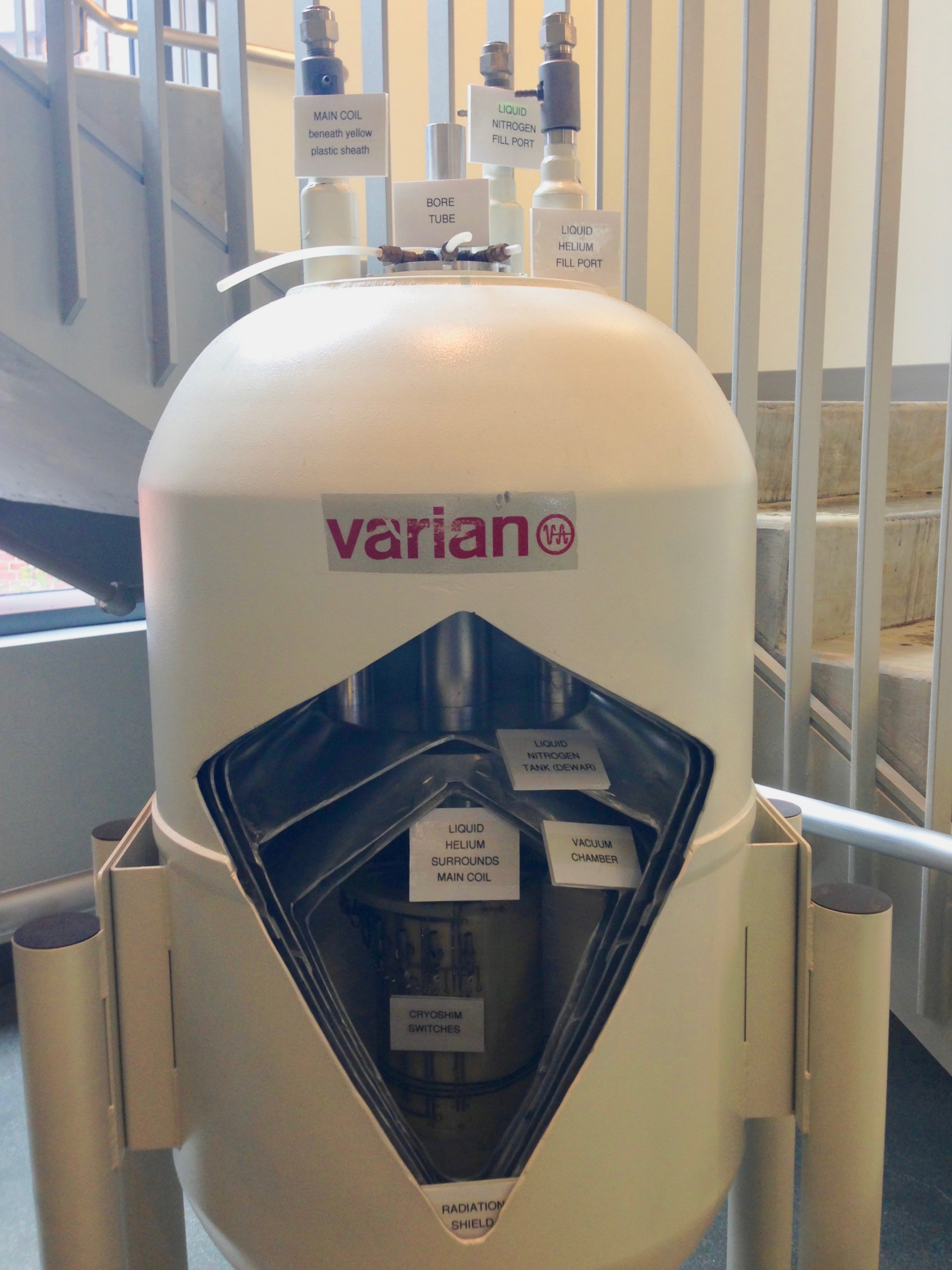
Genomskärning av en äldre magnet av märket Varian, där man ser magnetens inre struktur.

För att kunna få starka magneter som är stabila behövs supraledande spolar som kan laddas upp, innan de kopplas bort från elnätet. Spolen är själva elektromagneten.
För att uppnå supraledande effekt i spolens metalltråd, som är gjord i supraledande material, måste man sänka temperaturen till under dess kritiska temperatur. Alla stora NMR-magneter, liksom MRI-magneter som bygger på samma princip, kyls av flytande helium. Temperaturen är cirka 4,2 Kelvin (–269,9 grader Celsius), det vill säga nära den absoluta nollpunkten. Eftersom helium avdunstar snabbt och blir till gas, måste magneten isoleras och hållas kall för att bevara temperaturen och stabiliteten. Detta görs genom samma princip som en termos fungerar. Magneten består av följande lager utifrån och in (se bild):
- Ytterhölje som tål högt tryck
- Vakuumbehållare med flera lager av metallfolie som värmeisolerar
- Flytande kväve som sänker temperaturen till 77,36 Kelvin, –195,8 grader Celsius
- Ytterligare ett isolerande vakuumkärl
- Inre behållare där magneten finns omsluten av flytande helium, cirka 4,2 Kelvin

Moderna skärmade magneter utgörs av själva huvudmagneten som skall ha ett homogent och starkt magnetfält i hålet i mitten. Runt denna magnet finns så kallade shimmar. Det är små magneter som laddas upp olika mycket för att stabilisera magnetfältet så att det blir homogent. Runt detta finns det en aktivt skärmande magnet som har magnetfältet åt andra hållet för att minimera det magnetfält som strålar ut på sidorna. Det är det här magnetfältet som kan vara farligt för personer som har implantat och metaller på sig. Därför gäller det att få det så svagt som möjligt. Denna aktiva sköld minimerar även störningar från externa magnetfält på själva testområdet, då de uppmätta variationerna i magnetfältet är väldigt små och känsliga för störningar.

### Prob
Proben utgör gränssnittet mellan provet som skall undersökas och själva instrumentet och är placerad i centralhålet i magneten, där magnetfältet är som starkast och mest homogent. Provet placeras i ett hål i proben så att det blir omslutet av probens spolar. Dessa spolar exciterar de atomkärnor som skall undersökas och detekterar sedan NMR-signalen som skall undersökas. Eftersom varje typ av NMR-känslig atomkärna exciteras vid olika elektromagnetiska frekvenser krävs det olika spolar för varje grundämne man skall undersöka. Ofta har en prob flera olika spolar för att man skall slippa byta prob för att utföra olika experiment, eller för att undersöka flera olika atomkärnor samtidigt.
De flesta prover som undersöks är vätskeprov, det vill säga ämnet är löst i någon vätska. Därför behövs prober som mäter vätskor. Provets temperatur kan varieras mellan -40 till +135 grader Celsius beroende på vilken utrustning man har och vad man skall undersöka.
Det finns även möjlighet att mäta på fasta ämnen, och till det krävs speciella fastfas-prober.

#### Rumstemperaturprober
När man pratar om rumstemperatursprober handlar det om viken temperatur elektroniken i proben har, det vill säga att den inte är reglerad utan har rumstemperatur. Elektroniken är spolarna och förförstärkarna av signalen. Själva provet i proben kan dock ha varierande temperatur beroende på vad man ställt in den till för sitt experiment.

#### Kryoprober
Även hos kryoprober är det elektronikens temperatur och inte provets som avgör typen. Provets temperatur beror på hur man ställer in den fast det bara är några millimeter från den välisolerade kryoprobens kalla zon.
I kryoprober kyler man ner elektroniken till kryogena temperaturer med hjälp av helium eller flytande kväve. Syftet är att genom att sänka elektronikens temperatur minskar materialets atomers vibrationer, något som därmed minskar störningarna på signalen – det så kallade bruset. Ju lägre temperatur desto mindre brus.
Det finns två olika typer av kryoprober. Prodigyprober bygger på en teknik där man kyler elektroniken med flytande kväve till en temperatur på 77,36 Kelvin (–195,8 grader Celsius), vilket förbättrar signal-brusförhållandet två till tre gånger. Denna metod är förhållandevis billig men konsumerar flytande kväve.
Heliumkryoprober, vanligtvis enbart kallade kryoprober fungerar med ett slutet heliumkylsystem. Heliumen som används är He 6, vilket betyder att det är 99,9999% rent. Detta för att alla eventuella molekyler som finns i gasen som inte är helium fryser till is i systemet på grund av den låga temperaturen. Detta kan leda till att systemet blir igensatt och inte fungerar. Det slutna systemet består av en heliumkompressor och en cryoplattform där ett kryohuvud sänker heliumgasens temperatur till cirka 20 Kelvin. Denna kalla gas kyler sedan ner elektroniken i proben så att dess signal-brusförhållande blir upp till fem gånger så bra.

#### Konsol och dator
I konsolen sitter det mesta av elektroniken och det är via denna som allt koordineras så att det fungrar. Man får åtkomst till den via en arbetsstation för att kunna ge den kommandon och se sina spektrum. Den går att fjärrstyra från andra platser, så det behöver inte vara en dedicerad arbetsstation, även om det är det vanligaste.
Konsolens mer framträdande elektronik är de kraftiga förstärkarna och radiosignalbehandlingselektroniken. Dessutom finns det elektronik som kopplar ihop kryoprober, styrgasenheter och provväxlare så att allt kan samordnas.